# 万加河
万加河（俄语：Река Уанга, Река Ванга），清时称汪蔼河和汪矮河，是萨哈林州奥哈区的河流，源起中央湖，长93公里，流域面积694平方公里，注入涅韦尔斯科伊海峡。洪马克塔河、尤克塔林河和图克休河注入。

## 引用
1. ↑  谭其骧. . 中国地图出版社. 1982-1987.
2. ↑   (地图).
3. ↑  . www.etomesto.com.   [2024-01-28]. （原始内容存档于2024-01-11） （俄语）.
4. ↑  М·Г·瓦西科夫斯基. . 列宁格勒: 气象出版社. 1973 （俄语）.
5. ↑  . Verumwiki.   [2024-08-13]. （原始内容存档于2024-12-01） （俄语）.